# Калибровочная инвариантность
Калибро́вочная инвариа́нтность — инвариантность прогнозов физической полевой теории относительно (локальных) калибровочных преобразований — координатно-зависимых преобразований поля, описывающих переход между базисами в пространстве внутренних симметрий этого поля.
Впервые калибровочная инвариантность была установлена в классической электродинамике. Глобальная (не зависящая от координаты) калибровочная инвариантность поля в силу теоремы Нётер приводит к закону сохранения заряда этого поля (в частности, для электродинамики — к закону сохранения электрического заряда). Локальная (координатно-зависимая) калибровочная инвариантность заряженных полей для сохранения динамических уравнений теории требует введения новых, так называемых калибровочных полей.

Требование калибровочной инвариантности — одно из ключевых положений физики элементарных частиц. Именно через калибровочную инвариантность удаётся самосогласованным образом описать в Стандартной модели электромагнитное, слабое и сильное взаимодействия. В частности, электромагнитное поле «появляется» в некоторой квантово-полевой теории при дополнительном требовании локальной калибровочной инвариантности лагранжиана теории. По такому принципу можно «вывести» лагранжиан квантовой электродинамики (КЭД) из лагранжиана поля Дирака (электронного поля или электрон-позитронного поля).
| Симметрия в физике             | Симметрия в физике                    | Симметрия в физике               |
| Преобразование                 | Соответствующая инвариантность        | Соответствующий закон сохранения |
| ------------------------------ | ------------------------------------- | -------------------------------- |
| ↕ Трансляции времени           | Однородность времени                  | …энергии                         |
| ⊠ C, P, CP и T-симметрии       | Изотропность времени                  | …чётности                        |
| ↔ Трансляции пространства      | Однородность пространства             | …импульса                        |
| ↺ Вращения пространства        | Изотропность пространства             | …момента импульса                |
| ⇆ Группа Лоренца (бусты)       | Относительность лоренц-ковариантность | …движения центра масс            |
| ~ Калибровочное преобразование | Калибровочная инвариантность          | …заряда                          |

## В классической электродинамике
Пусть {\displaystyle f=f(x,y,z,t)} — произвольная скалярная функция координат и времени. Тогда 
 если изменить потенциалы следующим образом:
{\displaystyle \varphi '=\varphi -{\frac {1}{c}}{\frac {\partial f}{\partial t}},\qquad \mathbf {A} '=\mathbf {A} +\nabla f,}   где φ и A — скалярный и векторный потенциалы,
то реально наблюдаемое поведение системы не изменится. 

Это очевидно из того, что значения электрического и магнитного полей {\displaystyle \mathbf {E} } и {\displaystyle \mathbf {B} } при таком преобразовании останутся теми же.

## Независимость от фазы комплексного числа
Упрощённо основную идею калибровочной инвариантности можно пояснить следующим образом. Основная характеристика, описывающая физическую систему в квантовой механике, — волновая функция — есть величина комплексная. Однако все наблюдаемые величины, которые строятся как билинейные комбинации волновых функций, оказываются вещественными (как и должно быть — ведь в нашем осязаемом мире все величины вещественны). В результате получается, что ничего в предсказаниях теории не изменится, если волновые функции умножаются на комплексное число, равное по модулю единице — {\displaystyle e^{i\alpha }}. (Сопряжённая функция умножается, соответственно, на сопряжённое комплексное число). Это вполне естественно: абсолютное значение фазы комплексного числа — вещь произвольная и не должно влиять на предсказания теории.
Таким образом, квантовая механика инвариантна относительно глобальных фазовых вращений, иначе называемых глобальными калибровочными преобразованиями.

## Идея калибровочной инвариантности
А инвариантна ли квантовая механика относительно локальных фазовых вращений {\displaystyle e^{i\alpha (\mathbf {x} )}} (локальных калибровочных преобразований)? Иными словами, изменится ли что-либо, если волновую функцию в одной точке мы провернём на одну фазу, а в другой точке — на другую? Да, изменится. В частности, очевидно, изменится, причём почти произвольным образом, правая часть уравнения Шрёдингера, а значит — и эволюция системы во времени. То есть квантовая механика свободной частицы оказывается неинвариантной относительно локальных фазовых вращений.
Можно ли восстановить инвариантность? Да, можно. Однако для этого надо ввести новое физическое поле, которое «чувствует» то внутреннее пространство, в котором мы производим фазовые вращения. В результате при локальных фазовых вращениях у нас преобразуются как волновые функции, так и новое поле, причём таким образом, что изменения в уравнениях за счёт этих фазовых вращений компенсируют, «калибруют» друг друга. То есть квантовая механика с дополнительным новым полем стала калибровочно инвариантна.
Если теперь изучить свойства нового поля, то оно будет напоминать электромагнитное поле, которое мы наблюдаем в нашем мире. В частности, взаимодействие этого поля с веществом как раз совпадает с взаимодействием электромагнитного поля. Поэтому вполне естественно при построении теории отождествить эти два поля.
Итак, требование калибровочной инвариантности оказалось неожиданно удобным способом ввести в теорию и электромагнитное поле. Его не пришлось рассматривать отдельно, оно появилось в теории почти «само».

## Калибровочные поля как основа Стандартной модели
Первую единую теорию гравитационного и электромагнитного поля на основе идей калибровочной инвариантности предложил Г. Вейль. Современная теория калибровочных полей развивает и обобщает его идеи с опорой на калибровочные преобразования более сложного вида, отвечающие за инвариантность в некотором более сложном пространстве внутренних степеней свободы.
Так, например, инвариантность относительно вращений кварков в цветовом пространстве приводит к тому, что сильные взаимодействия тоже можно описать как калибровочные поля. Слабые взаимодействия отдельно описать как калибровочные не получается, однако существует неожиданно изящный метод описания электромагнитного и слабого взаимодействий одновременно как двух разных проявлений некоторого калибровочного электрослабого поля.
Тем самым все фундаментальные взаимодействия выводятся на основании калибровочной инвариантности. С точки зрения построения физической теории это крайне экономная и удачная схема.
Особняком стоит гравитационное взаимодействие. Оно также оказывается калибровочным полем, причём общая теория относительности как раз и является калибровочной теорией гравитационного взаимодействия. Однако она формулируется, во-первых, не на квантовом уровне, и до сих пор непонятно, как именно её проквантовать, а во-вторых, пространством, в котором осуществляются вращения, является наше четырёхмерное пространство-время, а не внутреннее пространство симметрии взаимодействия.

## История
Самой ранней теорией поля, обладающей калибровочной симметрией, была формулировка классической электродинамики Максвеллом в 1864—1865 гг., в которой утверждалось, что любое векторное поле, ротор которого обращается в нуль, не меняется при добавлении градиента функции, то есть при такой добавке к векторному потенциалу не изменяется магнитное поле. Важность этой симметрии оставалась незамеченной в самых ранних формулировках. Точно так же незаметно Гильберт вывел уравнения поля Эйнштейна, постулировав инвариантность действия относительно общего преобразования координат. Позже Герман Вейль, пытаясь объединить общую теорию относительности и электромагнетизм, предположил, что инвариантность относительно изменения масштаба (или «калибровки») также является локальной симметрией общей теории относительности. После развития квантовой механики Вейль, Владимир Фок и Фриц Лондон модифицировали калибровку, заменив масштабный множитель комплексной величиной, и превратили масштабное преобразование в изменение фазы — это калибровочная симметрия U(1). Это объясняло влияние электромагнитного поля на волновую функцию заряженной фундаментальной частицы. Это была первая широко признанная калибровочная теория, популяризированная Паули в 1941 году.
В 1954 году, пытаясь разрешить большую путаницу в физике элементарных частиц, Чжэньнин Янг и Роберт Миллс представили неабелевую калибровочную теорию в качестве модели для понимания сильного взаимодействия, скрепляющего нуклоны в атомных ядрах. (Рональд Шоу, работавший под руководством Абдуса Салама, независимо ввёл это понятие в свою докторскую диссертацию.) Обобщая калибровочную инвариантность электромагнетизма, они попытались построить теорию, основанную на действии (неабелевой) группы симметрии SU(2) на изоспиновый дублет протонов и нейтронов. Это похоже на действие группы U(1) на спинорные поля в квантовой электродинамике. В физике элементарных частиц упор делался на использование квантованных калибровочных теорий.
Позднее эта идея нашла применение в квантовой теории поля слабого взаимодействия, а её объединение с электромагнетизмом в электрослабой теории. Калибровочные теории стали ещё более привлекательными, когда выяснилось, что неабелевы калибровочные теории воспроизводят особенность, называемую асимптотической свободой, которая считалась важной характеристикой сильных взаимодействий. Это побудило к поиску калибровочной теории сильного взаимодействия. Эта теория, теперь известная как квантовая хромодинамика — калибровочная теория с действием группы SU(3) на цветовом триплете кварков. Стандартная модель объединяет описание электромагнетизма, слабых взаимодействий и сильных взаимодействий на языке калибровочной теории.
В 1970-х Майкл Атья начал изучать математику решений классических уравнений Янга — Миллса. В 1983 году ученик Атьи Саймон Дональдсон, опираясь на эту работу, показал, что дифференцируемая классификация гладких 4-многообразий сильно отличается от их классификации с точностью до гомеоморфизма. Майкл Фридман использовал работу Дональдсона, чтобы показать экзотические структуры в R4, то есть экзотические дифференцируемые структуры в евклидовом четырёхмерном пространстве. Это привело к росту интереса к калибровочной теории как таковой, независимо от её успехов в фундаментальной физике. В 1994 году Эдвард Виттен и Натан Зайберг изобрели калибровочно-теоретические методы, основанные на суперсимметрии, которые позволили вычислить некоторые топологические инварианты (инварианты Зайберга — Виттена). Этот вклад калибровочной теории в математику привёл к возобновлению интереса к этой области.
Важность калибровочных теорий в физике подтверждается огромным успехом математического формализма в создании единой основы для описания квантовых теорий поля: электромагнетизма, слабого взаимодействия и сильного взаимодействия. Эта теория, известная как Стандартная модель, точно описывает экспериментальные предсказания относительно трёх из четырёх фундаментальных сил природы и является калибровочной теорией с калибровочной группой SU(3) × SU(2) × U(1). Современные теории, такие как теория струн, а также общая теория относительности, так или иначе являются калибровочными теориями.
См. Пикеринг для получения дополнительной информации об истории калибровочной и квантовой теорий поля.

## Глобальная калибровочная симметрия U(1)
Согласно теореме Нётер инвариантность действия относительно некоторой непрерывной операции (группы) симметрии приводит к соответствующему закону сохранения. Обратное утверждение, что каждой сохраняющейся величине соответствует своя симметрия, также справедливо, что можно наблюдать на примере сохранения электрического заряда. Пусть лагранжиан системы двух вещественных свободных скалярных полей {\displaystyle \phi _{1}} и {\displaystyle \phi _{2}} задан в виде

| {\displaystyle {\mathcal {L}}={\frac {1}{2}}(\partial _{\mu }\phi _{1})(\partial ^{\mu }\phi _{1})-{\frac {1}{2}}m^{2}\phi _{1}^{2}+{\frac {1}{2}}(\partial _{\mu }\phi _{2})(\partial ^{\mu }\phi _{2})-{\frac {1}{2}}m^{2}\phi _{2}^{2}\,,} | \| \| \| \| \| \| \| \| | (1.1) |
| |                         |       |
| |                         |       |
тогда можно формально рассмотреть эти два поля в двумерном изотопическом пространстве с ортами {\displaystyle ({\vec {i}},{\vec {j}})} в виде

| {\displaystyle {\vec {\phi }}=\phi _{1}{\vec {i}}+\phi _{2}{\vec {j}}\,.} | \| \| \| \| \| \| \| \| | (1.2) |
|                                                                           |                         |       |
|                                                                           |                         |       |
Это представление позволяет раскрыть геометрический смысл калибровочного преобразования. При этом лагранжиан (1.1) примет простой вид

| {\displaystyle {\mathcal {L}}={\frac {1}{2}}(\partial _{\mu }{\vec {\phi }})(\partial ^{\mu }{\vec {\phi }})-{\frac {1}{2}}m^{2}{\vec {\phi }}\cdot {\vec {\phi }}\,,} | \| \| \| \| \| \| \| \| | (1.3) |
| |                         |       |
| |                         |       |
который не меняется при калибровочных преобразованиях

| {\displaystyle {\begin{aligned}\phi _{1}^{'}&=\phi _{1}\cos \alpha +\phi _{2}\sin \alpha \,,\\\phi _{2}^{'}&=-\phi _{1}\sin \alpha +\phi _{2}\cos \alpha \,.\end{aligned}}} | \| \| \| \| \| \| \| \| | (1.4) |
| |                         |       |
| |                         |       |
Такой поворот на угол {\displaystyle \alpha } в изотопическом пространстве — это элемент ортогональной группы
двумерных вращений O(2) или изоморфной ей группы U(1) не меняет лагранжиан системы (1.3). Если рассматривать эти поля как пару комплексных полей {\displaystyle \phi =(\phi _{1}+i\phi _{2})/{\sqrt {2}},\,\phi ^{*}=(\phi _{1}-i\phi _{2})/{\sqrt {2}}\,,} то лагранжиан (1.1) запишется в виде

| {\displaystyle {\mathcal {L}}=(\partial _{\mu }\phi )(\partial ^{\mu }\phi ^{*})-m^{2}\phi ^{*}\phi \,,} | \| \| \| \| \| \| \| \| | (1.5) |
| |                         |       |
| |                         |       |
а калибровочное преобразование для комплексных полей станет

| {\displaystyle \phi _{1}^{'}+i\phi _{2}^{'}=e^{-i\alpha }(\phi _{1}+i\phi _{2}),\,\phi _{1}^{'}-i\phi _{2}^{'}=e^{i\alpha }(\phi _{1}-i\phi _{2})\,.} | \| \| \| \| \| \| \| \| | (1.6) |
| |                         |       |
| |                         |       |
Эта симметрия имеет глобальный характер, так как не зависит от координат пространства-времени.

### Локальная калибровочная симметрия
Возникает вопрос о возможности заменить глобальную симметрию локальной, то есть зависящей от точки пространства-времени {\displaystyle \phi (x)\rightarrow e^{-i\alpha (x)}\phi (x),\,\phi ^{*}(x)\rightarrow e^{i\alpha (x)}\phi ^{*}(x)}, но при сохранении свойств лагранжиана. Оказывается, что лагранжиан меняет свой вид из-за наличия дополнительных производных от функции {\displaystyle \alpha (x)}. Тем не менее можно изменить лагранжиан таким образом, чтобы он сохранялся под действием локальных калибровочных преобразований. Для этого вводят новое векторное поле {\displaystyle A_{\mu }}, которое взаимодействует с нётеровским током. Добавка к лагранжиану (1.5) имеет вид

| {\displaystyle {\mathcal {L_{1}}}=-ie(\phi ^{*}\partial ^{\mu }\phi -\phi \partial ^{\mu }\phi ^{*})A_{\mu }\,,} | \| \| \| \| \| \| \| \| | (1.7) |
| |                         |       |
| |                         |       |
где {\displaystyle e} — безразмерная константа связи. Это приводит к возникновению вклада в вариацию лагранжиана от произведения всех полей, и чтобы избавиться от неё вводят ещё одно слагаемое

| {\displaystyle {\mathcal {L_{2}}}=e^{2}A_{\mu }A^{\mu }\phi ^{*}\phi \,,} | \| \| \| \| \| \| \| \| | (1.8) |
|                                                                           |                         |       |
|                                                                           |                         |       |
которое полностью восстанавливает калибровочную инвариантность нового лагранжиана {\displaystyle {\mathcal {L}}+{\mathcal {L_{1}}}+{\mathcal {L_{2}}}\,}. Так как введённое векторное поле тоже должно давать свободный вклад в лагранжиан, то для него вводят 4-мерный ротор поля {\displaystyle A_{\mu }} по стандартной формуле {\displaystyle F_{\mu \nu }=\partial _{\mu }A_{\nu }-\partial _{\nu }A_{\mu }} — это тензор напряжённостей электромагнитного поля. Добавляя к лагранжиану свободного векторного поля вклады (1.5), (1.7) и (1.8), в итоге получаем лагранжиан электродинамики комплексного скалярного поля {\displaystyle \phi }:

| {\displaystyle {\mathcal {L}}_{tot}=(\partial _{\mu }\phi )(\partial ^{\mu }\phi ^{*})-m^{2}\phi ^{*}\phi -ie(\phi ^{*}\partial ^{\mu }\phi -\phi \partial ^{\mu }\phi ^{*})A_{\mu }+e^{2}A_{\mu }A^{\mu }\phi ^{*}\phi -{\frac {1}{16\pi }}F_{\mu \nu }F^{\mu \nu }\,,} | \| \| \| \| \| \| \| \| | (1.9) |
| |                         |       |
| |                         |       |
где полю {\displaystyle \phi } соответствует электрический заряд {\displaystyle e,} а комплексному полю {\displaystyle \phi ^{*}} — заряд с обратным знаком {\displaystyle -e.} Такой подход введения электромагнитного взаимодействия был использован Вейлем в 20-х годах XX века.
Калибровочная симметрия оказалась связана с формой взаимодействия. Также симметрия однозначно определяет динамику взаимодействия частиц. Представления о локальной калибровочной симметрии можно применить к кваркам и помочь построить теорию сильных взаимодействий.